# 660 v.Chr.

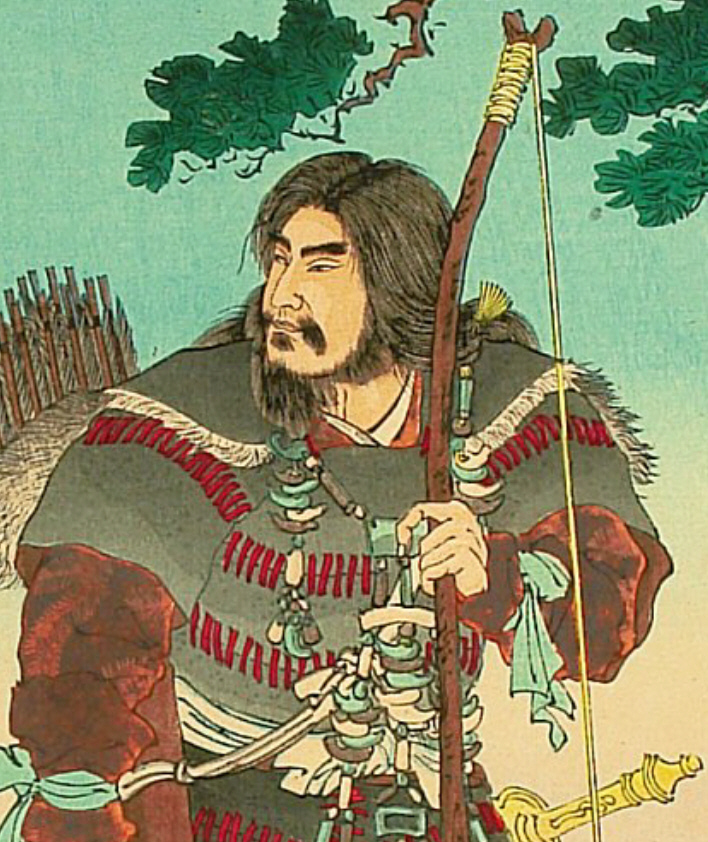
Jimmu, eerste keizer van Japan (660 v.Chr.)

Het jaar 660 v.Chr. is een jaartal volgens de christelijke jaartelling.

## Gebeurtenissen

### Europa
- Carthaagse kolonisten stichten een handelsnederzetting op het eiland Ibiza.

### Azië
- 11 februari - Jimmu sticht de Yamato-dynastie en laat zich tot eerste keizer van Japan uitroepen.